# Susan Broome
Susan Sharp Broome (14 de julio de 1959) es una deportista estadounidense que compitió en remo. Ganó dos medallas de plata en el Campeonato Mundial de Remo, en los años 1985 y 1987.

## Palmarés internacional
| Campeonato Mundial | Campeonato Mundial     | Campeonato Mundial | Campeonato Mundial |
| Año                | Lugar                  | Medalla            | Prueba             |
| ------------------ | ---------------------- | ------------------ | ------------------ |
| 1985               | Malinas (Bélgica)      | Medalla de plata   | Dos sin timonel    |
| 1987               | Copenhague (Dinamarca) | Medalla de plata   | Ocho con timonel   |